# 基巴拉
10°44′S 14°59′E / 10.733°S 14.983°E

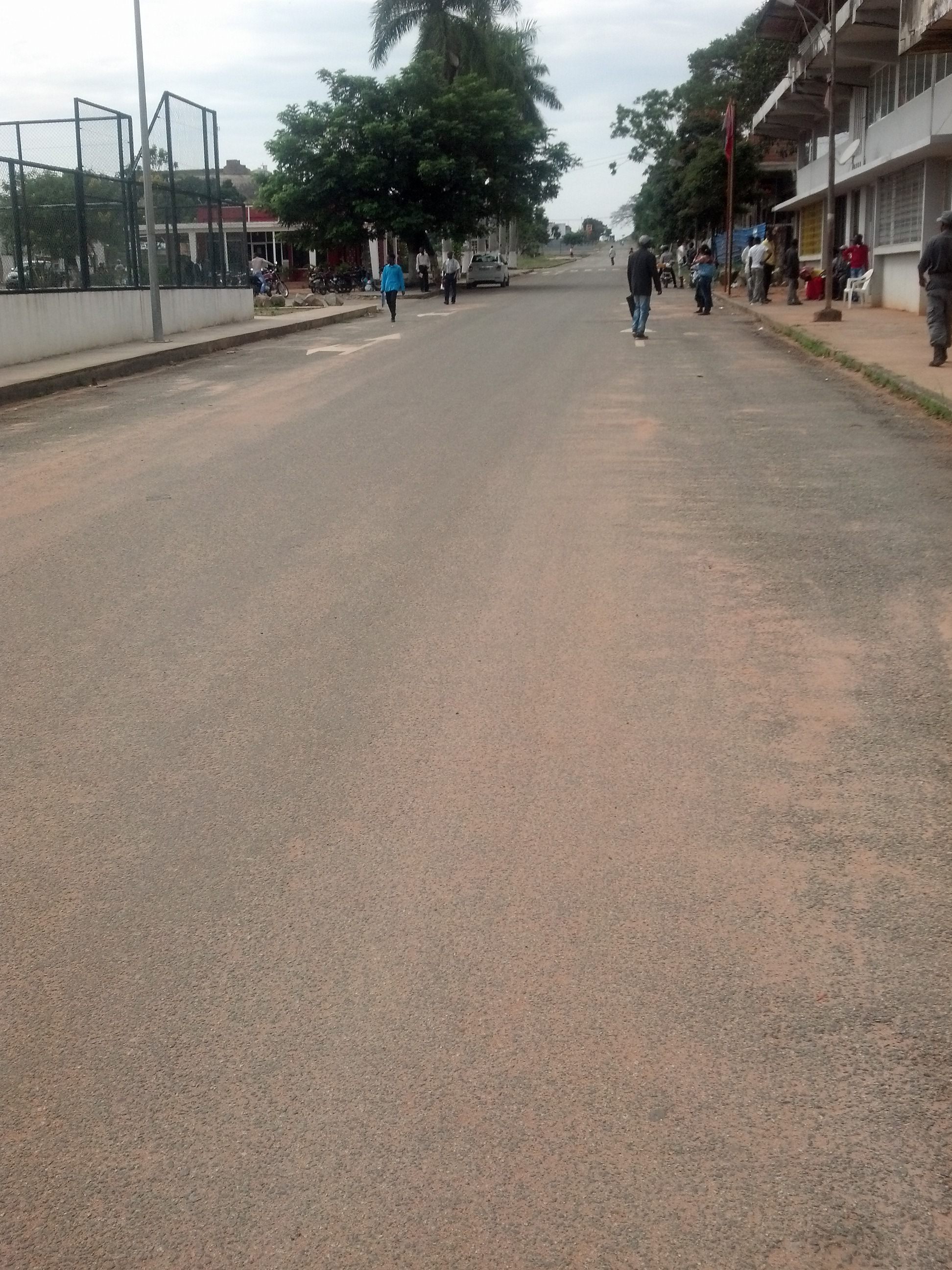
基巴拉

基巴拉（葡萄牙語：Quibala），是位於安哥拉西部的城鎮，由南廣薩省負責管轄，面積10,253平方公里，海拔高度1,375米，2006年人口168,301，人口密度每平方公里16人。